# Middle-earth Collectible Card Game
Das Middle-earth Collectible Card Game (MECCG) ist ein Sammelkartenspiel, das in J. R. R. Tolkiens Mittelerde spielt. Oft wird das Spiel mit dem ersten Basisspiel Middle-earth: The Wizards gleichgesetzt, das 1995 bei Iron Crown Enterprises und in Deutschland bei deren Lizenznehmer Queen Games erschien. Bis 1998 folgten mehrere Erweiterungen und weitere Basisspiele.

## Spielidee und Ablauf
Das Spiel findet vor dem Hintergrund des Ringkriegs, dem im Herrn der Ringe erzählten Konflikt, statt. Jeder Spieler übernimmt die Rolle eines Zauberers, der jedoch erst im Laufe des Spiels offenbart wird. Das Spiel endet, wenn entweder einer der beiden Zauberer stirbt, der „Eine Ring“ am Schicksalsberg vernichtet wird, oder der Rat der Freien Völker einen Spieler zum Sieger bestimmt.
Wie bei anderen Sammelkartenspielen müssen die Spielkarten in Paketen („Starter“-Pakete mit zum Teil festgelegten Karten oder „Booster“ mit zufälligen Karten) gekauft werden. Die Häufigkeit, in der bestimmte Karten enthalten sind, variiert. Aus den Karten stellen die Spieler für das Spiel sogenannte Decks zusammen, diese müssen aus der gleichen Anzahl von Unterstützungskarten und Gefahrenkarten bestehen. In MECCG-Decks darf ferner jede Karte ohne den Vermerk „Einzigartig“ bis zu dreimal verwendet werden.
Die Spieler sind abwechselnd am Zug und können während ihres Zuges verschiedene Aktionen durchführen. Dabei können sie eigene Unterstützungskarten ausspielen, um so beispielsweise weitere Charaktere (Figuren aus Tolkiens Werken) als Gefährten ins Spiel bringen, Heere zur Unterstützung anwerben, positive Ereignisse wirken oder besondere Gegenstände zu erwerben. Das Ausspielen neuer Unterstützungskarten kann dabei oft nur unter bestimmten Bedingungen und an bestimmten Orten erfolgen, vielfach orientiert sich das Spiel dabei auch stark an den entsprechenden Werken Tolkiens.
Die meisten Reiserouten, unsichere Orte und Aktionen geben den Gegnern unterdessen die Gelegenheit, ihrerseits Gefahrenkarten auszuspielen, beispielsweise Angriffe oder negative Ereignisse. Entscheidungen bei bestimmten Aktionen und Kämpfen werden mittels sechsseitiger Würfel ausgetragen. Viele der ins Spiel gebrachten Charaktere und Gegenstände und bezwungene Gefahren bringen einem Spieler Siegpunkte, sie sind bei dem Sieg durch den „Rat der Freien Völker“ von Bedeutung.

## Veröffentlichung
Das erste Basisspiel The Wizards (METW) gewann 1995 den Origins Award als Best Card Game. Karten konnten in sogenannten „Starters“, Packungen mit 76 Karten, oder in „Booster-Packs“ mit 15 Karten gekauft werden. ICE empfahl Spielern, zu Beginn zwei „Starters“ zum Deckbau zu benutzen.
Die erste Erweiterung The Dragons (METD) erschien 1996 und gewann einen weiteren Origins Award in der Kategorie Best Graphic Presentation of a Card Game or Expansion. Im selben Jahr erschien noch Dark Minions (MEDM). Diese beiden Erweiterungen fügten zusätzliche Kreaturen, Regionen und andere Zusatzkarten hinzu. Beide Erweiterungen wurden in „Booster-Packs“ à 15 Karten verkauft.
1997 erschien mit The Lidless Eye (MELE) ein zusätzliches Basisspiel, mit dem auch die böse Seite gespielt werden konnte. Im selben Jahr erschien hierzu eine Erweiterung mit dem Titel Against the Shadow (MEAS). Zwei weitere Basisspiele, The White Hand (MEWH, 1997) und The Balrog (MEBA, 1998) folgten, die jeweils eine weitere Fraktion hinzufügten.
Die Karten wurden von zahlreichen Grafikern illustriert, unter den Illustratoren sind auch viele im Tolkien-Bereich bekannte Namen wie John Howe, Ted Nasmith und Angus McBride. Die meisten Karten sind ferner mit einem entsprechenden Zitat aus den Werken Tolkiens versehen. Neben den Karten wurden auch einige Bücher zum Spiel veröffentlicht. In Deutschland wurde die zusammenfassende Bezeichnung MECCG nicht verwendet, die einzelnen Teile erschienen unter den englischen Originaltiteln, aber mit übersetzten Karten. Teile der Beschreibung Mittelerdes basierten auf dem für das Rollenspiel MERS entwickelten Material.
Das Spiel konnte nicht mehr weiter vertrieben werden, nachdem ICE 1999 die Lizenz für Tolkien-Produkte verlor. Decipher veröffentlichte 2001 ein anderes Mittelerde-Sammelkartenspiel unter dem Namen The Lord of the Rings Trading Card Game mit Bildern aus den Kinofilmen.